# BD +20°307
BD +20°307は、おひつじ座の方向に地球から300光年離れた所にある恒星である。太陽と非常に良く似たG型主系列星の連星である。

## 概要

### 軌道
BD +20°307は恒星同士の連星であり、2つの恒星は非常に接近しており、互いの重心を3.42日周期で公転している。初めは連星ではなく、単独星であると思われていた。

### 物理的性質
BD +20°307の2つの恒星は、直径・質量ともに太陽と非常に類似している。2つの質量比は1:0.91、表面温度の差は約250Kである。

### 年齢
塵の雲が発見された時は、誕生から数億年の若い恒星であると考えられていたが、スペクトル解析によるリチウムの濃度の測定の結果、少なくとも年齢は10億年と考えられており、数十億年ではないかという説もある。

## 塵の雲
BD +20°307の周りには、公転半径が1AU程の珪酸塩で出来た塵の雲がある。太陽系にも小惑星の衝突や彗星の尾に由来する塵が存在するが、BD +20°307の塵の量は、太陽系の100万倍とかなり多い。当初は、BD +20°307の年齢は数億年と考えられ、塵は惑星の形成段階における初期の状態のものであると推測された。
しかし、実際にはリチウムの量から、BD +20°307の年齢はもっと古いことが分かった。一方塵の雲は、温度が120Kと高い温度であり、数千年から数万年しかその状態を保たないと推定される事から、この雲は最近生成された事を示している。この雲は、惑星の摂動を受けて、小惑星が頻繁に衝突するようになったか、もしくは数千年前に地球サイズの天体同士が衝突して粉々に砕け散った結果生じたと推定されている。これは、間接的にではあるが、恒星同士の距離が近い連星系に惑星が存在する初めての証拠となった。この塵の雲も、BD +20°307の放射によって外に追いやられ、2000年から3000年後には消滅してしまうと考えられている。
BD +20°307で起きた惑星同士の衝突は、太陽系で言えば金星と地球が衝突したようなものである。この2つの惑星は、生命をはぐくむのに十分成熟した状態であったと言う説もあり、仮にそうであれば、惑星上の全ての生命体が数分以内に死滅したと考えられている。このような大衝突は太陽系でも過去にあり、月の誕生は、地球に火星サイズの天体「テイア」が衝突して、生じた破片が寄り集まって月が形成されたというジャイアント・インパクト説はほぼ定説となっている。また、今後10億年以内には可能性はほぼ0であるものの、数十億年という長い時間スケールの間では、地球や他の惑星が、互いの重力相互作用によって軌道が変化し、衝突する可能性があり、数十億年と言う時間スケールの間では、惑星同士の衝突はそれほど珍しい現象ではないという説もある。

## 関連する塵の雲を持つ恒星
太陽と似た恒星で、温度が高い10AU以内の軌道を持つ塵の雲、もしくは円盤を持つ恒星は、2006年のデータで7つある。
| 名前        | スペクトル分類 | 距離(光年) | 星座           | 塵の温度(K) | 系                 | 雲や円盤の軌道長半径(AU)        | 冷たい塵の雲 | 恒星の年齢         |
| ----------- | -------------- | ---------- | -------------- | ----------- | ------------------ | ------------------------------- | ------------ | ------------------ |
| からす座η星 | F2V            | 59         | からす座       | > 80        | 単独星             | < 3.5                           | あり         | 15億年             |
| HD 113766   | F3V            | 424        | ケンタウルス座 | 約440       | 連星               | 1.8                             | あり         | 約1000万～1600万年 |
| BD +20°307  | G0V            | 約300      | おひつじ座     | > 120       | 連星               | 1                               | なし         | 10億年以上         |
| HD 72905    | G1.5Vb         | 46.5       | おおぐま座     | ?           | 単独星             | 0.23                            | あり         | 4億年              |
| HD 12039    | G3-5V          | 138        | くじら座       | 110         | 近い位置に恒星あり | 4～6                            | なし         | 750万～800万年     |
| HD 69830    | K0V            | 40.6       | とも座         | ?           | 3個の太陽系外惑星  | 1                               | なし         | 20億～50億年       |
| HD 98800B   | K5Ve           | 約150      | コップ座       | ?           | 連星同士の連星     | 内側の円盤:2.2 外側の円盤:約5.9 | なし         | 1000万年           |